# ゴットフリート・ツー・ホーエンローエ＝ランゲンブルク
ゴットフリート・ツー・ホーエンローエ＝ランゲンブルク（Gottfried Prinz zu Hohenlohe-Langenburg, 1897年3月24日 - 1960年5月11日）は、ドイツの旧諸侯家の1つホーエンローエ＝ランゲンブルク家の家長（1950年 - 1960年）。 

## 生涯
ホーエンローエ＝ランゲンブルク侯エルンスト2世とその妻のイギリス王女・ザクセン＝コーブルク＝ゴータ公女アレクサンドラの間の第1子、長男としてランゲンブルクに生まれた。全名はゴットフリート・ヘルマン・アルフレート・パウル・マクシミリアン・ヴィクトル（Gottfried Hermann Alfred Paul Maximilian Viktor）。母はイギリスのヴィクトリア女王の孫である。実家の城やドレスデン、コーブルクで教育を受けた後、1915年に志願兵としてドイツ軍に入隊した。1919年に軍隊を除隊された後、1年間ハイデルベルク大学で国民経済学を学んでいる。その後、ベルリンやミュンヘンでビジネスマンや銀行員として働いた。
1931年4月20日、ギリシャ王子アンドレアスの娘マルガリタと結婚した。マルガリタは正教徒だったため、無宗派による結婚式が挙げられた。マルガリタはイギリス女王エリザベス2世の夫エディンバラ公爵フィリップ王子の長姉である。
1933年よりホーエンローエ＝ランゲンブルク侯家の資産の管理・経営に携わり、1935年より父に代わってホーエンローエ＝ランゲンブルク侯家の資産管理団体の代表に就任した。1937年5月1日には国家社会主義ドイツ労働者党（ナチ党）に入党し、402万3070人目の党員となった。第二次世界大戦が始まると高級将校として軍隊に復帰し、東部戦線で戦ったが、1944年には軍務を解かれている。
終戦後、所領がアメリカ合衆国軍の占領地域に組み込まれた際、アメリカ軍の指名により3か月間のみながらクライルスハイム郡（Landkreis Crailsheim）の郡長を務めた。その後はバーデン＝ヴュルテンベルク州の諸団体や、福音派教会系の様々な名誉職を歴任した。ランゲンブルクにて没。

## 子女
- 娘（1933年、死産）
- クラフト・アレクサンダー・エルンスト・ルートヴィヒ・エミッヒ（ドイツ語版）（1935年 - 2004年） - 第9代ホーエンローエ＝ランゲンブルク侯、1965年にシャルロット・ド・クロイと初婚（1990年に離婚）、1992年にイルマ・ポスペッシュと再婚
- ベアトリクス・アリーツェ・マリー・メリタ・マルガレーテ（1936年 - 1997年）
- ゲオルク・アンドレアス・ハインリヒ（1938年 - 2021年） - 1968年にルイーゼ・パウリーネ・フォン・ショーンブルク＝ヴァルデンブルクと結婚
- ループレヒト・ジギスムント・フィリップ・エルンスト（1944年 - 1978年）
- アルブレヒト・ヴォルフガング・クリストフ（1944年 - 1992年） - マリア＝ヒルデガルト・フィッシャーと結婚